# مكورة غريبة أليفة الصخور
مكورة غريبة أليفة الصخور (الاسم العلمي:Deinococcus saxicola) هي نوع من البكتيريا تتبع جنس المكورة الغريبة من فصيلة المكورات الغريبة.